# Eunan O'Kane
Eunan Charles O'Kane, född 10 juli 1990, är en irländsk fotbollsspelare (central mittfältare). Han spelar också för det irländska landslaget. 

## Uppväxt
Eunan O'Kane är äldsta barnet till Charlie O'Kane och Lorraine O'Kane, och har en syster som heter Cora. Som ung spelade han gaelisk fotboll för Banagher GAC. Vid tio års ålder såg hans far till att han även fick spela fotboll i Maiden City Soccer Academy, där han i tolvårsåldern blev scoutad av flera professionella klubbar, inklusive Manchester City. Vid 16 års ålder slutade O'Kane med gaelisk fotboll för att fokusera på sin fotbollskarriär.  

## Klubblagskarriär

### Everton, Coleraine
Vid 17 års ålder gick O'Kane till Evertons fotbollsakademi, men två år senare beslutade klubben att inte erbjuda honom någon förlängning. Den 1 september 2009 skrev han istället på för nordirländska Coleraine FC. Han gjorde sin proffsdebut likväl som sitt första mål fyra dagar senare då han kom in som avbytare i andra halvleken i en förlust med 3-2 mot Glenavon. Han gjorde fyra mål på 13 ligamatcher för Coleraine, och redan samma vinter erbjöds han provspel för League Two-klubben Torquay United.

### Torquay United
Den 13 januari 2010 värvades O'Kane av Torquay på kontrakt till säsongsslutet. Han debuterade den 16 januari mot Chesterfield, och hann figurera i 16 ligamatcher under våren, varav fem från start. I april 2010 förlängdes O'Kanes kontrakt med Torquay till 2012. Under säsongen 2010/2011 etablerade han sig i startelvan och spelade i 45 av 46 seriematcher (varav 34 från start) samt alla de tre playoffmatcher som följde av lagets sjundeplats i League Two. O'Kane gjorde sju ligamål under sin genombrottssäsong. Säsongen därpå spelade han 47 seriematcher från start, gjorde fem mål och blev uttagen i PFA:s Team of the Year. Torquay slutade femma, men misslyckades åter med att kvala till League One.
I juni 2012 accepterade Torquay ett bud om 175,000 pund från League One-klubben Crawley Town för O'Kane, men spelaren valde att tacka nej till övergången efter att ha besökt klubben.

### Bournemouth
Den 26 juli 2012 värvades O'Kane istället av Bournemouth, också de i League One. Han skrev på ett treårigt kontrakt fram till 2015. Den 18 augusti 2012 debuterade han för klubben i en 1-1-match mot Portsmouth. O'Kane kom att spela 37 seriematcher under sin debutsäsong i Bournemouth, varav 33 från start. Han gjorde ett mål och spelade fram till åtta ytterligare. Bournemouth slutade på andra plats i League One och blev direktuppflyttade till Championship. Under 2013/2014 klarade klubben förnyat kontrakt med god marginal och en placering på tionde plats. O'Kane spelade 37 seriematcher och gjorde åter ett mål. Den 11 april 2014 förlängdes O'Kanes kontrakt till sommaren 2017.
Säsongen 2014/2015 vann Bournemouth Championship-titeln och blev för andra gången under O'Kanes tid i klubben direktuppflyttade, nu till Premier League. O'Kane själv figurerade i mindre omfattning än tidigare, med elva ligamatcher varav åtta från start. Han förblev dock i klubben i ytterligare en säsong, och den 8 augusti 2015 gjorde han sin Premier League-debut med ett inhopp mot Aston Villa. Med 16 matcher i serien under säsongen 2015/2016, varav sex från start, hjälpte han Bournemouth till en sextonde plats och fortsatt spel i högstadivisionen.

### Leeds United
Den 31 augusti 2016 värvades O'Kane av Championship-klubben Leeds United och skrev på ett tvåårskontrakt. Han debuterade mot Blackburn Rovers den 13 september. O'Kanes första månader i Leeds blev mycket lyckade, och den erfarenhet han bidrog med på det centrala mittfältet vid sidan av Kalvin Phillips och Ronaldo Vieira prisades. I november låg Leeds på sjätte plats i tabellen, efter att ha slutat 15:e de två föregående säsongerna. Den 29 november 2016 ådrog sig O'Kane en skada i ligacupkvartsfinalen mot Liverpool på Anfield. Han var borta från spel i två månader och hade därefter svårt att ta sig in i laget igen under återstoden av säsongen.
Efter att ha imponerat på nye huvudtränaren Thomas Christiansen under försäsongen 2017, skrev O'Kane i augusti på en kontraktsförlängning till 2021. Han inledde den nya säsongen som ordinarie medan Leeds gick upp i serieledning, men när lagets resultat sviktade petades han stundtals. Den 13 januari fick O'Kane rött kort för en skallning på Ipswich Towns Jonas Knudsen i första halvlek, vilket ledde till förlust i matchen med 1-0 samt en tre matchers avstängning. När han återkom efter avstängningen fick han kaptensbindeln mot Sheffield United i nye managern Paul Heckingbottoms första match som huvudtränare. Leeds förlorade matchen med 2-1 och O'Kane var olyckligt inblandad i motståndarlagets båda mål.
Efter nye managern Marcelo Bielsas ankomst till Leeds i juni 2018 skickades O'Kane att träna med ungdomslaget. Han fanns inte med i spelarlistan när klubben den 26 juli 2018 tillkännagav tröjnumren för den kommande säsongen.

#### Luton Town (lån)
Den 31 augusti 2018 gick O'Kane på ett fyra månaders lån till League One-klubben Luton Town. Han hade tidigare under månaden avböjt ett lån till League One-konkurrenten Charlton Athletic med hänvisning till att han ville fortsätta spela i Championship. Den 1 september gjorde O'Kane sin debut för Luton med ett inhopp mot Wycombe Wanderers, där han direkt bidrog till sitt lags kvitteringsmål i en match som slutade 1–1. Den 15 september, i sin fjärde match för Luton, hemma mot Bristol Rovers, byttes han in den 75:e minuten men tvingades redan 13 minuter senare utgå med en allvarlig benskada. Dagen därpå bekräftade Luton att O'Kane hade brutit benet på två ställen och behövde opereras, varefter han skulle återvända till Leeds för rehabilitering. Leeds tillkännagav i ett uttalande att han förväntades missa resten av säsongen 2018/2019.

## Landslagskarriär
O'Kane representerade Nordirlands ungdomslandslag på flera nivåer från U16 till U12, innan han hösten 2011 beslutade sig för att istället spela för Irland. Han spelade för Irlands U21-lag flera gånger under 2012. I augusti 2015 blev han för första gången uttagen i a-landslagstruppen av förbundskaptenen Martin O'Neill. Den 25 mars 2016 gjorde O'Kane sin landslagsdebut på seniornivå, i en seger med 1-0 mot Schweiz.